# Joseíto Mateo
Joseíto Mateo (Santo Domingo, 6 de abril de 1920-Ib., 31 de mayo de 2018) fue un consagrado merenguero dominicano que empezó su carrera en los años 1930.

## Biografía
Mateo comenzó su carrera como cantante durante los años 30, período en que fue ganando el favor del público. Tiempo después fue requerido por la disquera SEECO para que se sumara al elenco que en La Habana grabaría con la Sonora Matancera.[cita requerida] Eran los años de la Era de Trujillo en los que los dominicanos requerían de un permiso de salida para viajar al extranjero. En un primer momento, dicho documento le fue negado a Joseíto. Esto trajo como consecuencia que en La Habana, ya contratado el disco y habiéndose seleccionado las piezas que formarían parte del mismo, incluida "El negrito del batey",  el lugar de Joseíto fue ocupado por el cantante dominicano Alberto Beltrán, quien fue conocido desde entonces por el público cubano como "El negrito del batey", en lugar de su verdadero inspirador. 
En uno de sus posteriores viajes, decidió quedarse en Cuba para cantar en CMQ, junto a Celia Cruz y La Sonora Matancera, grupo muy popular en ese momento.
Después del asesinato de Rafael Trujillo el 30 de mayo de 1961 y el fin de su dictadura, Joseíto decidió irse a probar suerte en Puerto Rico. Joseíto Mateo fue el primer cantante en tocar con El Gran Combo de Puerto Rico.[cita requerida]
Falleció el 31 de mayo de 2018 a los 98 años, luego de ser diagnosticado con leucemia en el Hospital de las Fuerzas Armadas en Santo Domingo. Sus restos se encuentran en el Cementerio Puerta del Cielo.  En su velorio el también músico Cheché Abreu dijo:

Joseíto fue el más grande, porque de él todo lo copiamos, era un caballero o es, porque para mí no está muerto, él no morirá nunca para este país.

## El Gran Combo
En 1962, Joseíto participó como vocalista en la primera gira del «Gran Combo» a Panamá, para promocionar el disco ‘El Gran Combo con Joseíto Mateo’. Allí conoció a los jóvenes cantantes Pellín Rodríguez y Andy Montañez, quienes terminaron por sustituirlo en la agrupación puertorriqueña. Él recordó después:

El Gran Combo estaba muy bien conmigo, me adapté a cantar plena, bomba, guaracha, boleros, pero después me tuve que regresar a Santo Domingo a limpiar mi nombre. Le estaban cayendo atrás a todos los que estuvieron con Trujillo, y en la República decían que yo era un espía y andaba huyendo.

## Aportes al merengue
La labor profesional de Mateo se ha extendido por más de 70 años y constituye un importante referente de la dominicanidad y su cultura musical. Se nutrió de las raíces del merengue y se constituyó en un singular exponente del mismo. Su estilo innovador se caracterizó por una participación en escena enriquecida por su particular forma de bailar y cantar. Algunos de sus temas más conocidos son Madame Chuchí, Dame la visa, La cotorra de Rosa y La patrulla, entre otras. Joseito es conocido como "El Rey del Merengue".

## Reconocimientos

### Grammy Latino
El 11 de noviembre de 2010, Mateo fue reconocido en la 11.ª entrega de los Grammy Latinos con el premio Excelencia Musical que entrega la Academia Latina de la Grabación, por sus aportes a la música latina.

### Premios Soberano
En el año 2004, Mateo obtuvo el premio Gran Soberano, máximo galardón otorgado por la Asociación de Cronistas de Artes (ACROARTE) en la República Dominicana.

## Discografía
- King of Merengue! (1950)

1. El Timacle
2. Los Guandulitos
3. Cautivo de Unos Labios
4. Mi Silencio
5. Mi Morenita
6. María Dolores
7. Atácala
8. Bailaba
9. Usted Se Dañó
10. El Loro

- Merenchanga Pa' la Pachanga (1956)

1. Pa' la Pachanga
2. Yo No Creí
3. La Cañada
4. La Mulatona
5. Vola o Serenata
6. Severa
7. Jamaqueate
8. Con la Mesa al Caco
9. Santiago
10. Los Mangos
11. La Torta
12. Jingle Bells

- Merengues (1960)

1. La Cerradura
2. No Me Menee la Mata
3. Déjate Apretar
4. Tiene Agarradera
5. Ahora Que Estoy Sabroso
6. A Darse Vidita
7. Gallito Pinto
8. Ahora Si Hay Melao
9. Un Cibaeño en Nueva York
10. Con el Pico Prendío
11. Quirikichi
12. La Cotorrita

- En Algo y Más Vol. 4 (1960)

1. Jalando
2. Déjate de Cuento
3. Tu Guaguancó
4. Más Feo Que Yo
5. El Teenager Recuachado
6. Violeta
7. Boogaloo Para Ti
8. El Boricua
9. El Figureo
10. Los Cantares de Mi Tierra
11. Te Desafío
12. No Vas a Bailar

- Arriba el Merengue (1960)

1. Una Mujer Así
2. Me Tienes Que Recordar
3. Yo la Quiero Ver
4. Llegó el Merengue
5. ¿Por Qué Me Celas?
6. La Boda Chiva
7. Welcome
8. Chicuchicuchi

- Pa' Lante y Pa' Tras (1960)

1. La Secretaria
2. La Yerbita
3. Quisqueya
4. Merengue Yeye
5. La Justicia
6. Picolina
7. Pa' Lante y Pa' Tras
8. La Fiesta de los Monos
9. Festival de Merengues
10. Agárralo Que Eso Es Tuyo
11. Un Domingo Sin Ti

- Baile (1960)

1. Perjura
2. La Vacuna
3. Carmen
4. Si Me Agarras Gozas
5. Fui
6. El Amargado
7. A Baracoa Me Voy
8. Estoy Amargado
9. Tienen Melao
10. Borinqueña
11. Conozco Tu Pasado
12. Anoche Soñé

- Merengues Vol. 6 (1960)

1. Merenguero Hasta la Tambora
2. A lo Que Vinimos
3. Mi Residencia
4. Mi Merengue Sonó
5. Con Macabí
6. Soñé Contigo
7. Acotéjame
8. Tus Ojos
9. Merengue Con Perico Ripiao
10. Tú Dices Que No Me Quieres

- Llegó el Merengue (1960)

1. Llegó el Merengue
2. Así Soy Yo
3. Güira, Tambora y Acordeón
4. General Culembe
5. Pájaro Loco
6. El Refrán de las Mujeres
7. El Mundo Gira
8. No Voy a Llorar
9. La Cañada
10. Vamos a Baní

- Más Éxitos (1960)

1. Lo Mío es Tuyo
2. Poco a Poco
3. Dios En Tus Ojos
4. Que Bueno Es Estar Vivo
5. Alegre y Salsoso
6. Riquiti Ban Ban
7. Fiesta de Cumbia
8. La Hija de Machepa
9. Libre
10. Ven Ya
11. Yambalaya

- Festival del Merengue (1960)

1. Festival del Merengue
2. Picolina
3. No Quiero a Ninguna
4. El Pájaro Chogui
5. Un Domingo Sin Ti
6. Tú Sabes Como Es Uno
7. La Justicia
8. Ven Ya
9. Que, Que Pasó
10. La Cosita
11. Dame la Visa
12. El Cepillo

- Sandunga Tropical (1960)

1. El Timacle
2. Los Guandulitos
3. Cautivo de Unos Labios
4. Mi Silencio
5. Mi Morenita
6. El Brinquito
7. María Dolores
8. Atácala
9. Bailala
10. Usted Se Dañó
11. El Lobo
12. Baila Catalina

- El Verdadero Rey del Merengue (1964)

1. Jardinera
2. Así Es la Vida
3. Me Quiero Enborrachar
4. Feliciana
5. Salve Sabrosona
6. Mal de Amores
7. Candela
8. Ellas
9. Adán y Eva
10. Salve Merecumbé
11. Too Much Tequila
12. A Chin a Chin

- Caña Brava Vol. 3 (1966)

1. Caña Brava
2. Jovinita
3. Aquí Bailamos To'
4. Sin Merengue
5. Carmencita
6. Mi Cibaeña
7. El Negrito del Batey
8. El Gallo Floriao
9. Fiesta Cibaeña
10. Ramoncita
11. Compay Que Fiesta
12. Debilidades
13. El Sancocho de Pumarejo

- Merengues Vol. 2 (1966)

1. Culembé
2. Rosa Elena
3. Mi Negocio Es Con las Mujeres
4. Merembé
5. Dolores, la Buena Moza
6. Alevántate
7. Con el Alma
8. Tócame la Sinfonía
9. Petronila
10. Pa' los Cubanos
11. Perro Faldero
12. Monte Adentro

- Salsa Explosiva (1970)

1. Después Te Explico
2. Llévame Contigo
3. Las 40
4. Juanita Morel
5. Ritmo Sabroso
6. Guaguancó Moderno
7. Si Hay Que Darle, Se le Da
8. Tumba, Tumba
9. Te Equivocaste
10. Loco Viejo

- Bambaraquiti (1972)

1. Bambaraquiti
2. Ayer Te Vi
3. Cumande
4. Dany
5. Milonga Triste
6. Por Amor
7. La Mafia
8. Sígueme
9. Mono Viejo
10. El Piojo y la Pulga
11. El Refrán de las Mujeres
12. Rai Tcha Tcha

- La Chiva Blanca (1973)

1. La Chiva Blanca
2. Que Grande es el Amor
3. Baila Hasta las Dos
4. Si Hoy Fuera Ayer
5. Caliente
6. La Patrulla
7. Cuando Yo Me Muera
8. El Pegao
9. Cumbia Pa' Gozar
10. Birina
11. La Mujer Cariñosa

- Concierto de Bachata (1974)

1. No Puede Ser
2. Desarreglo de Amor
3. Conmigo Van a Acabar
4. Pena
5. Mami
6. El Pajón
7. Dímelo
8. Cariñito de Mi Vida
9. Estoy Amargado
10. Con la Misma Piedra

- Cállese la Boca Compay..! (1974)

1. Los Candidatos
2. Pala Baria
3. Mi Reina
4. Cállese la Boca Compay
5. Ritmo Velación
6. Te Fumaste Tu Tabaco
7. Tira Pa' Lante
8. La Competencia
9. España
10. Volvamos a Comenzar

- 10 Sones Habaneros y Un Millón de Recuerdos (1974)

1. Que Linda es Matanzas
2. Silencio
3. La Triste Realidad
4. La India Soberbia
5. Como Tú
6. El Son Se Fue de Cuba
7. Perfume de Gardenias
8. Mayeya
9. Marta
10. María Antonia

- El Merengue en España (Olé) (1974)

1. A España
2. Dominicanita
3. Mi Santa
4. Voy Pa' Baní
5. Saludo a Puerto Rico
6. Como Está la Cosa
7. El Pisotón
8. Mis Debilidades
9. En Quiebra
10. Yo No Se Porque

- Con Salsa (1975)

1. El Amigo
2. Pudiera Ser
3. Todos Borrachos
4. Mangulina Pa' Ti
5. Para Olvidarme de Ti
6. La Yuca
7. A los Bravos
8. Que Te Casas
9. Sueño Azul
10. Madora
11. El Camino de los Amantes
12. Mi Son Sin Papel

- El Chivo Prieto (1975)

1. El Chivo Prieto
2. Madame Chu-Chu
3. La Vida Castiga
4. Yambeque
5. Aunque Me Cueste la Vida
6. Marola
7. Saca el Pie
8. Donde Está la Puerta
9. El Jarro Pichao
10. Con Todo y Defecto

- El Merenguero (1975)

1. San Antonio
2. Caña Brava
3. Blancas Azucenas
4. Tiri Tiri
5. Los Tigueres
6. Te Rompí la Aldaba
7. Con la Mesa al Caco
8. La Gloria Eres Tú
9. Loreta
10. Chiquito Pero Tupío

- Otros Éxitos (1975)

1. El Merengón
2. Jesucristo
3. Pudiera Ser
4. El Picoteao
5. Todos Borrachos
6. El Cariñoso
7. Madora
8. Mi Hijo y Yo
9. Para Olvidarme de Ti
10. Mangulina Pa' Ti
11. Juana Mecho

- Merengue (1979)

1. Cada Tierra Con Su Ritmo
2. La Mamá y la Hija
3. La Salve de los Refranes
4. Adoro Quisqueya
5. Los Hombres Sasonao
6. Homenaje
7. La Guardia
8. Buscando Ambiente
9. Eso Está Que Quema
10. Ole Lo Lay

- Navidades en Santo Domingo (1979)

1. Las Arandelas
2. La Cambiadera
3. Mi Desgracia
4. Ron Pan Filo
5. El Salchichón
6. Que Viva el Pueblo
7. Esta Navidad
8. El Policía
9. Nochebuena

- Joseito Mateo y Su Pericombo (1981)

1. Abusadora
2. Sancocho Prieto
3. El Campesino
4. Porque Me Voy a Acostar
5. Que Te Vaya Bonito
6. Leña
7. Desguañangue
8. El Balito
9. La Enllavadura (Parte 2)
10. El Pambiche Lento

- ¡¡¡Salsarengue!!! (1982)

1. A Polito
2. El Despojo
3. Aunque Mañana Me Muera
4. Dueño de Nada
5. El Choque
6. El Negrito del Batey
7. Esto Es Nueva York
8. Todos Borrachos
9. Tonto Corazón
10. La Bikina

- El 82 Dirá... La Enllavadura (1980)

1. La Enllavadura
2. La Pago Yo
3. Aunque Tengas Que Llorar
4. Aleluya
5. Algo de Ti
6. El Retiro
7. Linda Quisqueya
8. Amor Sin Esperanza
9. La Tuerca
10. De la Misma Cama

- Balaguer Siempre Balaguer (1985)

1. Chiquito Pero Tupío
2. Que No Se Van?
3. A las Bases
4. Volvamos a Ser
5. Dominicanos Ausentes
6. Balaguer y Corporán
7. Dijo Balaguer
8. Voy a Echar el Pleito Aquí

- Merengozando (1993)

1. La Chiva Blanca
2. Juanita Morel
3. Después Te Explico
4. Cuando Yo Me Muera
5. Cállese la Boca Compay
6. El Merengón
7. La Mujer Cariñosa
8. Si Hay Que Darle, Se le Da
9. Te Fumaste Mi Tabaco
10. Lo Mio es Tuyo
11. El Picoteado
12. Juana Mecho
13. Mangulina Pa' Ti
14. La Patrulla
15. El Pegao

- El Rey (1994)

1. Bambaraquiti
2. Cumande
3. El Refrán de las Mujeres
4. El Piojo y la Pulga
5. Dany
6. Por Amor
7. Mono Viejo
8. Milonga Triste
9. Sígueme
10. Ayer Te Vi
11. Rai Tcha Tcha

- Yo Sigo Con Balaguer (1994)

1. Yo Sigo Con Balaguer
2. Chiquito Pero Tupío
3. Que No Se Van
4. A las Bases
5. Volvamos a Ser
6. Dominicanos Ausentes
7. Balaguer y Corporán
8. Dijo Balaguer
9. Lo Que Diga Balaguer
10. Corporán Sigue
11. Amable Aristy
12. Eduardo Estrella
13. Josecito Senador
14. Tony Rivera
15. La Unidad: Niño Fermin, Gómez Gil, Ramón Rodríguez

- El Papá de los Merengueros (2006)
- Reserva Musical (2008)

1. Bambaraquiti
2. Cuando Yo Me Muera
3. Feliciana
4. Juana Mecho
5. De Todos
6. Juanita Morel
7. La Cañada
8. La Chiva Blanca
9. Que Más Da
10. La Patrulla
11. Jardinera
12. Leña
13. Noches de Angustia
14. El Pambiche Lento
15. Loreta
16. Lo Mío es Tuyo
17. San Antonio
18. Sin Lágrimas
19. Sueño Azul
20. El Tiririri

- Merengues Tradicionales

1. San Antonio
2. Caña Brava
3. Tiririri
4. Loreta
5. Leña
6. Pambiche Lento
7. El Negrito del Batey
8. La Boda Chiva
9. ¿Por Qué Me Celas?
10. Sueño Azul
11. Las Flores
12. La Yuca
13. Festival del Merengue
14. Un Domingo Sin Ti
15. Lo Mío Es Tuyo

1. Mi Último merengue 2018
2. Candilejas 2018